# Resolutie 1173 Veiligheidsraad Verenigde Naties
Resolutie 1173 van de Veiligheidsraad van de Verenigde Naties werd unaniem door de VN-Veiligheidsraad aangenomen op 12 juni 1998. De resolutie legde bijkomende sancties op tegen de rebellenbeweging UNITA in Angola.

## Achtergrond
Nadat Angola in 1975 onafhankelijk was geworden van Portugal keerden de verschillende onafhankelijkheidsbewegingen zich tegen elkaar om de macht. Onder meer Zuid-Afrika en Cuba bemoeiden zich in de burgeroorlog, tot ze zich in 1988 terugtrokken. De VN-missie UNAVEM I zag toe op het vertrek van de Cubanen. Een staakt-het-vuren volgde in 1990, en hiervoor werd de UNAVEM II-missie gestuurd. In 1991 werden akkoorden gesloten om democratische verkiezingen te houden die eveneens door UNAVEM II zouden worden waargenomen.

## Inhoud

### Waarnemingen
Het vredesproces in Angola zat in het slop nu UNITA haar verplichtingen niet nakwam. De regering van nationale eenheid en verzoening deed dit wel. Volgens de VN's MONUA-missie bestonden er nog steeds niet-gedemobiliseerde UNITA-troepen.

### Handelingen

#### A
UNITA werd veroordeeld omdat ze haar verplichtingen onder het Lusaka-Protocol niet nakwam. Onder de eisen waren dat ze meewerkte aan de uitbreiding van het staatsgezag in heel het land, volledig demobiliseerde, samenwerkte met MONUA aan de verificatie van dat laatste en niet langer MONUA, internationaal personeel, de regering, de politie of burgers aanviel.

#### B
Alle landen behalve Angola moesten financiële middelen van UNITA in hun grondgebied bevriezen. Ook moesten ze alle contact met UNITA in gebieden waar de staat nog geen gezag had voorkomen, behalve met
vertegenwoordigers van de regering van nationale eenheid en verzoening (waarin UNITA was opgenomen). Verder mochten er geen diamanten worden ingevoerd buiten de controle van de Angolese regering. Deze maatregelen werden op 25 juni van kracht.

#### C
De Angolese regering werd gevraagd te laten weten welke gebieden ze nog niet onder controle had. Ten slotte werd aan de lidstaten gevraagd te melden welke maatregelen ze namen om de hierboven
opgelegde sancties uit te voeren, alsook eventuele schendingen waarvan ze kennis hadden.

## Verwante resoluties
- Resolutie 1157 Veiligheidsraad Verenigde Naties
- Resolutie 1164 Veiligheidsraad Verenigde Naties
- Resolutie 1176 Veiligheidsraad Verenigde Naties
- Resolutie 1180 Veiligheidsraad Verenigde Naties

Lijst ·  1147 ·  1148 ·  1149 ·  1150 ·  1151 ·  1152 ·  1153 ·  1154 ·  1155 ·  1156 ·  1157 ·  1158 ·  1159 ·  1160 ·  1161 ·  1162 ·  1163 ·  1164 ·  1165 ·  1166 ·  1167 ·  1168 ·  1169 ·  1170 ·  1171 ·  1172 ·  1173 ·  1174 ·  1175 ·  1176 ·  1177 ·  1178 ·  1179 ·  1180 ·  1181 ·  1182 ·  1183 ·  1184 ·  1185 ·  1186 ·  1187 ·  1188 ·  1189 ·  1190 ·  1191 ·  1192 ·  1193 ·  1194 ·  1195 ·  1196 ·  1197 ·  1198 ·  1199 ·  1200 ·  1201 ·  1202 ·  1203 ·  1204 ·  1205 ·  1206 ·  1207 ·  1208 ·  1209 ·  1210 ·  1211 ·  1212 ·  1213 ·  1214 ·  1215 ·  1216 ·  1217 ·  1218 ·  1219